# Віцько Іван Михайлович
Іва́н Миха́йлович Віцько́ (16 червня 1930, Крутий Берег — 17 лютого 2011, Полтава) — український художник порцеляни і педагог; член Спілки радянських художників України з 1961 року.

## Життєпис
Народився 16 червня 1930 року у селі Крутому Березі (нині селище у Подільському районі міста Полтави, Україна) у сільській багатодітній сім'ї залізничника Михайла Матвійовича та колгоспниці Ганни Михайлівни Віцьків, був найменшою, п'ятою дитиною. 1946 року закінчив 7 класів школи. Протягом 1948—1951 років навчався у Миргородському керамічному технікумі. Дипломна робота — ваза «Партизани». По завершенню навчання, був направлений технологом із оформлення декоративних виробів до Баранівського порцелянового заводу.
1953 року повернувся до Миргорода, де півроку студіював графічний малюнок та акварельне малювання у Миколи Писанка. Того ж 1953 року вступив на керамічний факультет Львівського інституту прикладного та декоративного мистецтва, був учнем Вітольда Манастирського, Івана Скобала, Геннадія Леонова, Івана Севери, Михайла Бєляєва, Тараса Порожняка. 1959 року захистив дипломну роботу — столовий, кофейний, чайний сервізи (керівник Тарас Порожняк, оцінка — відмінно).
Упродовж 1959—1964 років продовжив свою трудову діяльність на Баранівському порцеляновому заводі: обіймав посаду технолога з декоративного оформлення кераічних виробів, працював у художній лабораторії; у 1967—1984 роках обіймав посаду головного художника на Полтавському порцеляновому заводі.
У 1984—1985 роках викладав у Миргородському керамічному технікумі. Протягом 1985—1994 років працював художником на Полтавському художньо-виробничому комбінаті, виконуючи ексклюзивні творчі роботи на замовлення. До 1997 року керував гуртком «Художня кераміка» у Полтавському міському національному ліцеї. У 1997—1998 продовжив викладати у Миргородському керамічному технікумі.
Від 1998 року — доцент кафедри образотворчого мистецтва у Полтавському педагогічному університеті імені Володимира Короленка. 1999 року, у зв'язку з об'єднанням кафедри методики естетичного виховання і хореографії з кафедрою образотворчого мистецтва в одну, перевівся туди доцентом. За місяць, через новий штатний розклад, отримав можливість ненадовго обійняти посаду професора. Далі впродовж 2001—2005 років, лишався на цій же кафедрі старшим викладачем.
2005 року був запрошений працювати доцентом кафедри образотворчих мистецтв Полтавського національного технічного університету імені Юрія Кондратюка, звідки звільнився у 2010 році.
Мешкав у Полтавіі в будинку на вулиці Зигіна, № 42, квартира № 24. Помер у Полтаві 17 лютого 2011 року. Похований у Полтаві у селищі Крутому Березі.

## Творчість
Працював у галузі декоративного мистецтва (художня кераміка, порцеляна). Виготовляв посуд побутового і громадського призначення, тематичні вази і тарелі, скульптуру, композиції для інтер'єрів. У розписах переважають рослинні мотиви, «древо життя», птахи. Використовув техніки декору — підполивний розпис солями, рифлення тощо. Серед робіт:
- 1951 — ваза «Партизани»;
- 1958 — чайні сервізи «Антонівка», «Баранівка. 1958»;
- 1959 — столовий сервіз «Соняшник» (Національний музей українського народного декоративного мистецтва)[1]; чайний сервіз «Червона квітка»;
- 1960 — ваза «Гуцули»; чайний сервіз «Плахта»; столовий сервіз «Ромашка»;
- 1962 — ваза «Карпати»; чайний сервіз «Рушничок»;
- 1963 — вази «Зима», «Верби»; декоративні блюда «Цілина», «Наймичка», «Тарас Шевченко-солдат»; чайний сервіз «Полтава»;
- 1967 — набір для галушок «Традиційний»; ваза «Жовтень»;
- 1969 — декоративна таріль «Птах»;
- 1972 — сервіз «Ювілейний», набір для галушок «Традиційний»;
- 1975 — декоративний набір «Гуцульська сім'я»;
- 1976 — чайний сервіз «Золотистий»; ваза «Гуцул»;
- 1979 — ваза «Колос»; декоративна таріль «Дельфіни»;
- 1980 — ваза «Сільські вісті»;
- 1980—1982 — набір чайників «Софія Київська»;
- 1981 — чайні сервізи «Жнива», «Паморозь»; декоративний набір «Софія Київська»;
- 1982 — ваза «Будівництво»; чайний сервіз «Полтавський»;
- 1982—1983 — сервіз для мокко з кавником-молочником;
- 1985 — набір «Солдатський», вази «Героям тилу»;
- 1986 — набір для кумису;
- 1989 — серія для Миргородської міської лікарні;
- 1998 — композиція «Трипілля»;
- 2000 — композиція «Каплички».

Брав участь у республіканських виставках з 1960 року, зарубіжних — з 1958 року, зокрема у Нью-Йорку, Марселі, Брюсселі, Греції (1958), Москві (з 1959 року), Празі (1962; Міжгародна виставка кераміки), Алмати (1966, 1975), Братиславі (1968), Ашгабаті (1969), Вільнюсі (1971), Махачкалі (1973), Баку, Ризі, Таллінні (1974), Ташкенті (1975), Загребі (1975, 1979), Мінську (1976), Велико-Тирнові (1976), Лос-Анджелесі (1977), Улан-Баторі (1980), Парижі (1982), Красноярську, Іркутську, Улан-Уде, Фрунзе (1987), містах Китаю (1996).
Роботи зберігаються в Національному музеї українського народного декоративного мистецтва у Києві, Дніпровському, Полтавському, Сумському і Харківському художніх музеях, Канівському музеї народного декоративного мистецтва.

## Відзнаки
- Велика срібна медаль ВДНГ (1962);
- Орден «Знак Пошани» (1975).
- Заслужений художник УРСР з 1982 року;
- Бронзова медаль ВДНГ (1983);
- Народний художник України з 1996 року[3];
- Премія імені Катерини Білокур за 2004 рік.